# NGC 1696
NGC 1696 је расејано звездано јато у сазвежђу Златна риба које се налази на NGC листи објеката дубоког неба.
Деклинација објекта је - 68° 14' 35" а ректасцензија 4h 48m 30,0s. Привидна величина (магнитуда) објекта NGC 1696 износи 14,0 а фотографска магнитуда 14,4. NGC 1696 је још познат и под ознакама ESO 56-SC4.